# مستشفى الشهيد كمال عدوان الحكومي
مستشفى الشهيد كمال عدوان الحكومي هو مستشفى حكومي عام يقع في بيت لاهيا في قطاع غزة، ويعد أحد أكبر المستشفيات في القطاع. سمي المستشفى على اسم كمال عدوان، أحد قادة منظمة التحرير الفلسطينية الذي اغتيل على يد القوات الإسرائيلية في عملية فردان في 1973.

## التاريخ
افتتحت المستشفى عام 2002 لتخدم سكان محافظة شمال غزة، وكانت في الأصل عيادة اسمها عيادة مشروع بيت لاهيا، فتم تحويلها لمستشفى لتلبية حاجة مناطق جباليا وبيت لاهيا وبيت حانون شمال قطاع غزة نتيجة تعرضها للهجمات الإسرائيلية المتكررة، وخصوصاً أثناء الانتفاضة الفلسطينية الثانية.
خلال الحرب على غزة 2012 استقبلت المستشفى 400 جريحاً و21 شهيداً.

### حرب 2023–2024
خلال الحرب الفلسطينية الإسرائيلية 2023، وتحديداً في 14 أكتوبر، وجه الجيش الإسرائيلي إنذاراً لإدارة المستشفى بإخلائها تمهيداً لقصفها. وفي 23 أكتوبر، استهدف الجيش الإسرائيلي منزلاً بجانب المستشفى.
وفي 3 ديسمبر 2023 سقط شهداء ومصابين إثر صاروخ أطلق من قبل طائرة استطلاع إسرائيلية استهدف البوابة الشمالية للمستشفى.
وفي 4 ديسمبر 2023 قال مدير المستشفى إن المستشفى مليء بالجرحى والنازحين ولا يمكن إخلاؤه.
وفي 12 ديسمبر 2023، أعلنت وزارة الصحة في غزة، أن الجيش الإسرائيلي اقتحم المستشفى بعد حصاره واستهدافه بعدة هجمات. وقالت إننا نخشى وفاة 12 طفلا في عناية الأطفال نتيجة تركهم بلا حليب وبدون أجهزة دعم الحياة. كما دعت الصحة العالمية بشكل عاجل إلى حماية جميع من في المستشفى، وكذلك إلى وقف فوري لإطلاق النار.
وفي 14 ديسمبر 2023، قال مسؤول في المستشفى، إن الدبابات الإسرائيلية، والقناصة، يحيطون بالمستشفى، ويطلقون النار بشكل عشوائي.
وفي 15 يناير 2024، ذكر مدير المستشفى حسام أبو صفية، أن "لغياب التطعيم دوراً كبيراً في تفاقم الأمراض بين أطفال شمال غزة، كما أن تكدس الناس في مناطق النزوح يهيئ الظروف لانتشار سريع للعدوى"، موضحاً أن" قسم الأطفال يضم عدداً من الحالات التي كان من الممكن أن تتعافى وتتحسن لو تلقت التطعيمات في موعدها".
وفي 3 مارس 2024، قال مدير المستشفى حسام أبو صفية إن عدد الأطفال الذين فقدوا حياتهم حتى هذه اللحظة بسبب الجوع وسوء التغذية ونقص الوقود وصل إلى 15 طفلاً.

## المباني والخدمات
يشتمل المستشفى على 4 مبانٍ:
- مبنى الأقسام القديم: يتكون من طابقين، وتقدر مساحة الطابق الواحد بحوالي 731 متر مربع، وبه 41 سريراً تقريباً بالإضافة إلى غرفتي عمليات وغرفة إفاقة.
- المبنى الجديد: أنشئ على مساحة 731 متر مربع، ويتكون من 3 طوابق، وبه 44 سريراً تقريباً.
- مبنى جانبي يتكون من دور أرضي يشتمل على المطبخ وأماكن الهندسة والصيانة.
- مبنى جانبي آخر يتكون من دور أرضي وبه 10 أسرة، ويشتمل على قسم استقبال الأطفال والصيدلية ومكاتب إدارية وسكن للأطباء.

تشتمل المستشفى على أقسام الطوارئ والاستقبال العام، واستقبال الأطفال، والجراحة العامة (رجال)، والجراحة العامة (نساء)، وجراحة العظام (رجال)، وجراحة العظام (نساء)، والباطنة (رجال)، والباطنة (نساء)، والأطفال، والعناية المركزة، والأشعة، والمختبر، والصيدلية، بالإضافة إلى أقسام الخدمات الإدارية.
في مارس 2023، تم إضافة وتحديث أقسام استقبال الطوارئ واستقبال النساء والولادة بالمستشفى.